# Frieda Kwast-Hodapp
Frieda Kwast-Hodapp (Bargen, 13 d'agost de 1880 - Bad Wiessee, 14 de setembre de 1949), fou una pianista alemanya, alumna de Max Reger.
Va estudiar al conservatori de Karlsruhe des del 1887 fins al 1891. Seguidament, fins al 1898 va estudiar al Conservatori Hoch de Frankfurt, on va estudiar amb el professor James Kwast, que amb el temps es convertiria en el seu marit. Després de la seva primera aparició el 1899 a Darmstadt, va començar la seva carrera el 1901 amb una gira de concerts a Sant Petersburg i Moscou. El 1898, va participar en la prestigiosa competició Mendelssohn Stipendium i va sortir vencedora, superant a tots els altres concursants, inclòs Wilhelm Backhaus que va aconseguir el segon lloc. El 1901 va rebre el títol de Virtuosa de la Cambra Gran Ducal de Hesse. El seu talent com a concertista de pianista va guanyar ràpidament un reconeixement internacional i la va consolidar com una figura famosa a tot Europa. No obstant això, el 1931, va prendre la decisió de retirar-se de l'escenari de concerts, portant una vida majoritàriament i es dedicà a l'ensenyament a Heidelberg.
Una dècada més tard, va assistir a un servei commemoratiu de Max Reger a Heidelberg, que va reactivar el seu desig d'actuar. No obstant això, les actuacions es van fer cada cop més difícil durant els esdeveniments de la Segona Guerra Mundial. El 1948, va viure un darrer moment de triomf en la seva carrera, rebent l'aclamació entusiasta del públic i la crítica de diverses ciutats alemanyes com "La gran dama del piano ha tornat". Malauradament, el seu èxit va ser de curta durada, ja que va morir l'any següent. Percy Grainger, un company de classe de Kwast, que més tard es va convertir en un famós pianista i compositor, va descriure una vegada Hodapp com "el talent més prodigiós entre les dones pianistes que he trobat mai".
El seu primer marit fou amb el pianista holandès alemany James Kwast (1852-1927). El segon matrimoni fou amb l'empresari i col·leccionista Otto Krebs, amb qui es va casar poc abans de la seva mort el 1941.
El llegat comercial de Frieda Kwast-Hodapp és limitat, amb només una sessió gravada. Va capturar tres sonates de Scarlatti (sol menor L338, sol major L388 i L487) i el preludi i fuga núm. 20 de Bach en la menor (BWV 865) per al segell alemany Electrola, publicat com a disc de goma laca de 78 rpm (Electrola G-EH). 832). A més, va fer enregistraments de piano per a Hupfeld i Welte & Söhne. Els enregistraments radiofònics presentats en aquest doble àlbum ofereixen un descobriment significatiu del seu art, incloent una actuació en directe del Concert per a piano de Reger, que va estrenar el 10 de desembre de 1910, acompanyada per l'Orquestra Gewandhaus sota la batuta d'Arthur Nikisch.